# Dodecaedro elongado
En geometría, el dodecaedro elongado, dodecaedro rómbico extendido, dodecaedro rombo-hexagonal o dodecaedro hexarrómbico es un dodecaedro convexo con 8 caras rómbicas y 4 caras hexagonales. Los hexágonos pueden hacerse equiláteros o regulares según la forma de los rombos. Puede verse como construido a partir de un rombododecaedro elongado mediante un prisma cuadrado.

## Paraleloedro
Junto con el dodecaedro rómbico, es un poliedro que rellena el espacio, uno de los cinco tipos de paraleloedros identificados por Yevgraf Stepánovich Fiódorov que tesela el espacio cara a cara mediante traslaciones. Tiene 5 conjuntos de aristas paralelas, llamados zonas o cinturones.

## Teselación
- Puede teselar todo el espacio mediante traslaciones.
- Es la celda de Wigner-Seitz para ciertos retículos tetragonales centrados en el cuerpo.

|  |

Está relacionado con el panal rómbico dodecaédrico con un alargamiento de cero. Proyectado en sentido normal a la dirección del alargamiento, el panal aparece como un teselado cuadrado, con un rombo proyectado en cada cuadrado.

## Variaciones
El dodecaedro expandido se puede distorsionar en volúmenes cúbicos, con el panal como un apilamiento de cubos semidesplazados. También se puede hacer cóncavo ajustando las 8 esquinas hacia abajo en la misma medida que los centros se mueven hacia arriba.
| Poliedro coplanario | Despliegue | Panal |
| Forma cóncava       | Despliegue | Panal |

El dodecaedro elongado se puede construir como una contracción de un octaedro truncado uniforme, donde las caras cuadradas se reducen a aristas simples y las caras hexagonales regulares se reducen a caras rómbicas de 60 grados (o pares de triángulos equiláteros). Esta construcción alterna cuadrados y rombos en los vértices de 4 caras; y tiene la mitad de simetría, simetría D2h, orden 8.
| Octaedro truncado contraído | Despliegue | Panal |